# Pteroglossus viridis
Pteroglossus viridis este o specie de pasăre din familia Ramphastidae. Se găsește în pădurile de câmpie din nord-estul Americii de Sud (scutul Guyana), în nord-estul bazinului Amazonului, în Guyana și în estul drenajului râului Orinoco din Venezuela. Având o lungime de 30-40 cm și cântărind 110-160 grame, este cea mai mică pasăre din genul Pteroglossus și printre cei mai mici membri ai familiei tucanilor.

## Galerie

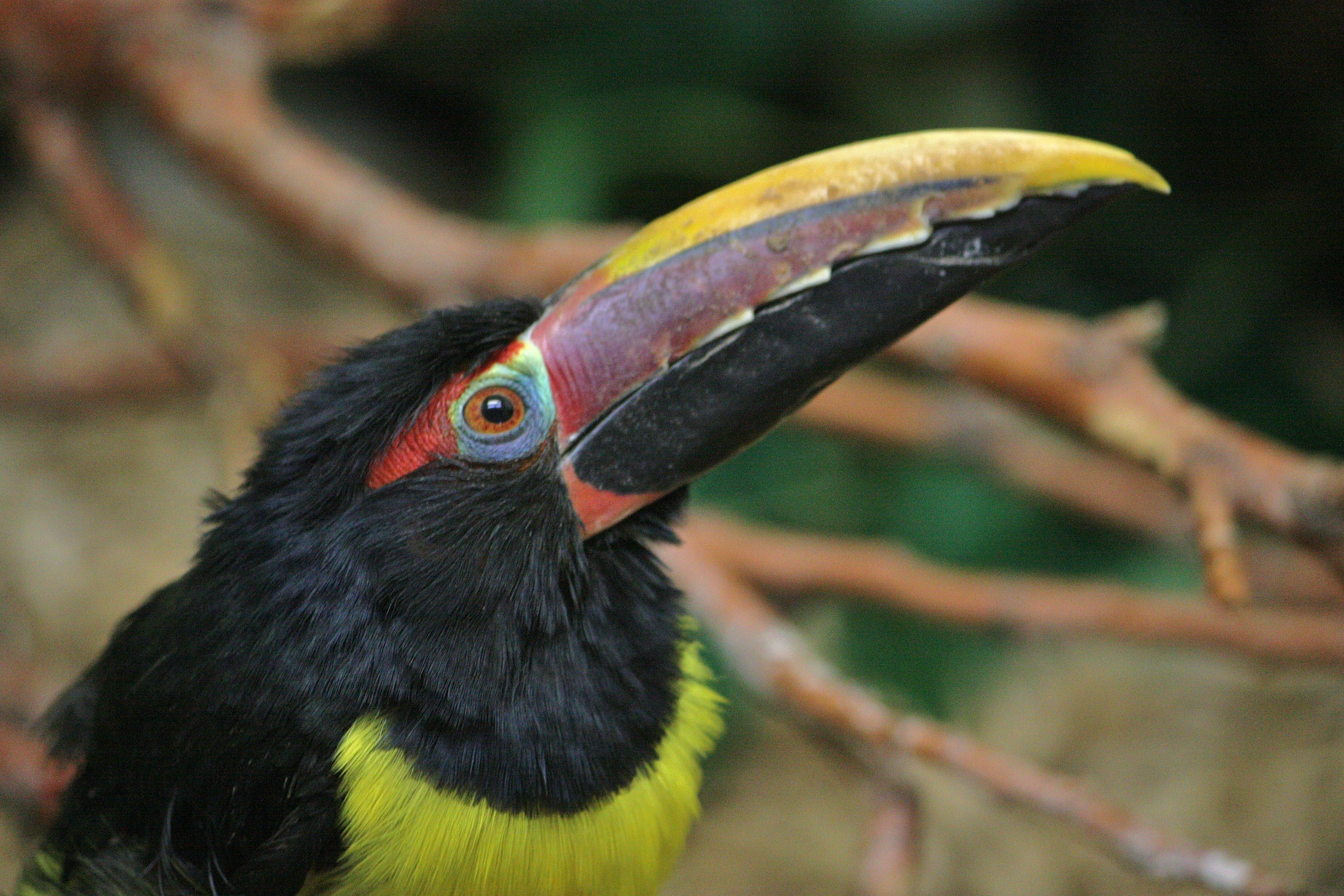
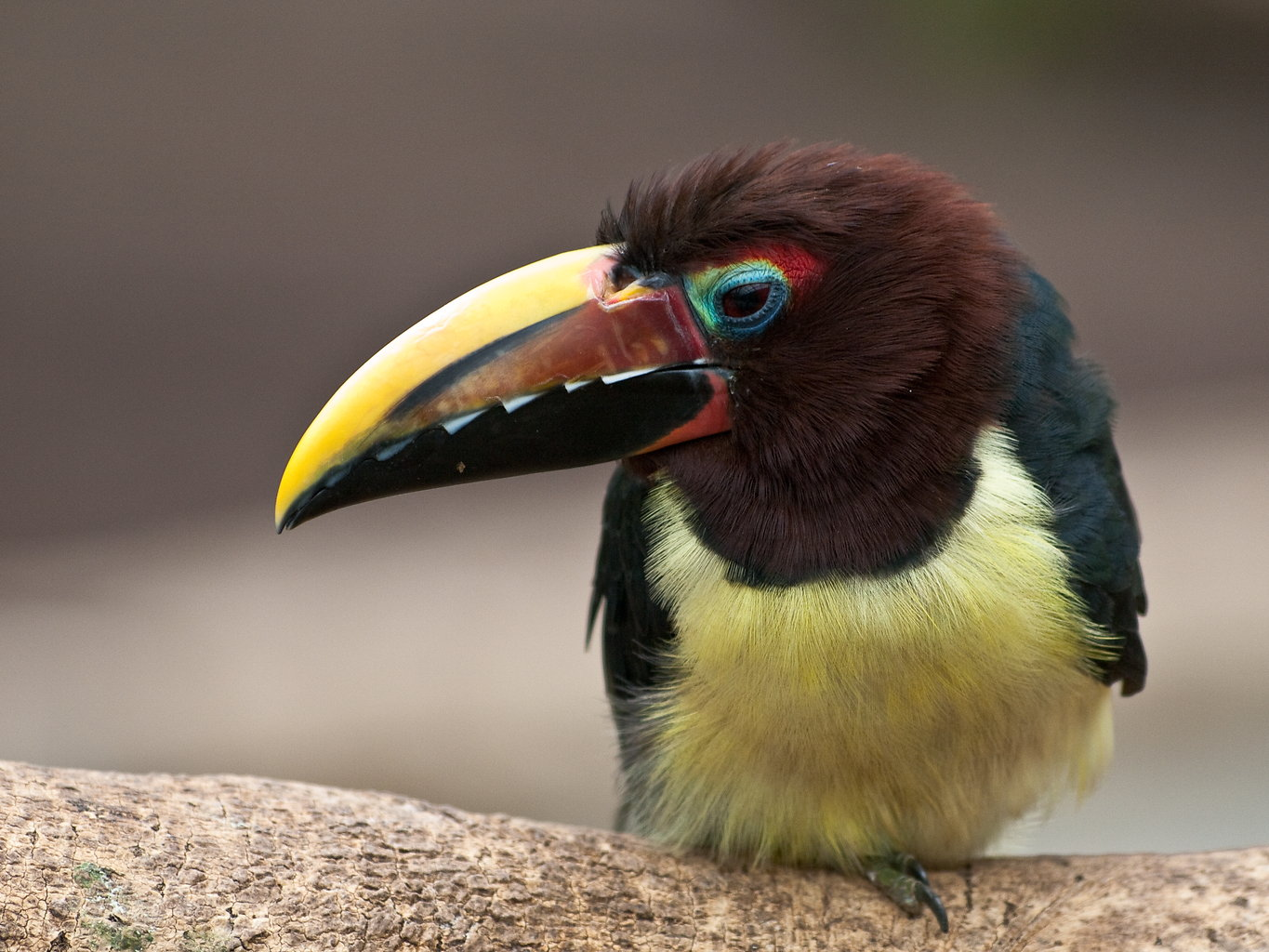
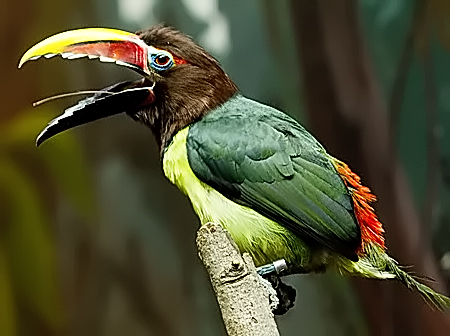